# 河原正太
河原 正太（かわはら しょうた、1983年3月28日 - ）は山口県出身の日本の柔道家。81 kg級の選手。身長174 cm。組み手は右組み。得意技は内股。

## 経歴
柔道は6歳の時にゆうスポーツクラブで始めた。由宇中学3年の時に全国中学校柔道大会78kg級で3位になった。崇徳高校2年の時にインターハイ81kg級に出場するも、3回戦で敗れた。2001年に明治大学へ進むと、2年の時には全日本ジュニアの決勝で、この当時サンボやコンバットサンボの大会で実績を残していた変則柔道を仕掛ける早稲田大学1年の青木真也を内股と横四方固の合技で破って優勝を飾った。優勝大会では3位だった。4年の時には学生体重別で3位になった。優勝大会と体重別団体でも3位だった。2005年には京葉ガスの所属となると、講道館杯で2位となった。2006年には嘉納杯で3位に入ると、選抜体重別では優勝を果たした。2008年の講道館杯では3位だったが、嘉納杯では2度目の3位になった。2009年の講道館杯では決勝で流通経済大学1年の中井貴裕を背負投の技ありで破って優勝した。2010年の講道館杯では昨年に続いて決勝で中井を内股で破って2連覇を達成した。

## 主な戦績
- 1997年 -　全国中学校柔道大会　3位(78kg級)
- 2002年 -　優勝大会　3位
- 2002年 -　全日本ジュニア　優勝
- 2004年 -　優勝大会　3位
- 2004年 -　学生体重別　3位
- 2004年 -　体重別団体　3位
- 2005年 -　実業個人選手権　3位
- 2005年 -　講道館杯　2位
- 2006年 - 嘉納杯　3位
- 2006年 - オーストリア国際 3位
- 2006年 -　選抜体重別　優勝
- 2008年 -　講道館杯　3位
- 2008年 - 嘉納杯　3位
- 2009年 -　講道館杯　優勝
- 2010年 -　選抜体重別　3位
- 2010年 -　講道館杯　優勝
- 2011年 -　選抜体重別　3位

(出典、JudoInside.com)